# Nanos humbloti
Nanos humbloti là một loài bọ cánh cứng trong họ Bọ hung (Scarabaeidae).